# 新北市立淡水古蹟博物館
新北市立淡水古蹟博物館，是位於臺灣新北市淡水區的博物館系統群，2005年7月1日由臺北縣政府文化局所屬任務編組「淡水古蹟園區」成立，以地方古蹟資料保存及維護為特色的博物館，該博物館的主要目標以維護淡水33座歷史建築，使其具有學術研究、典藏及教育價值為發展。

## 沿革
2003年2月1日，臺北縣政府文化局為了整合經營當時位於淡水的最初的18處文化資產，以任務編組方式成立「淡水古蹟園區」，並爭取將國定古蹟紅毛城的管理權由中央轉移到地方政府，同年7月26日紅毛城正式由內政部交由縣政府管轄，淡水古蹟園區行政中心也隨之改設於紅毛城。
淡水古蹟園區經過3年的營運後，臺北縣政府為迎接「挑戰2008：國家重要發展計畫」中對地方文化資產與社區營造的發展方向，規劃將古蹟園區從「任務編組」提昇為正式編制，有鑑於以「園區」為名的組織架構於公務部門無前例可循，故淡水古蹟園區以「臺北縣立淡水古蹟博物館」為名，於2005年7月1日正式自任務編組升格成立，隸屬臺北縣政府文化局，為臺北縣政府所屬二級機關（構），並比照國內博物館適用《教育人員任用條例》以教育人員資格進用博物館研究人員。
2010年12月25日臺北縣升格為直轄市新北市，臺北縣立淡水古蹟博物館同步改制為「新北市立淡水古蹟博物館」。此外2009年起，所有新北市的公有博物館改為免費入場，其中也包含了紅毛城。然而淡水古蹟博物館考慮提升參觀品質，於2016年7月1日起恢復紅毛城、前清淡水關稅務司官邸和滬尾礮臺的入園收費制度。

## 轄內設施
新北市立淡水古蹟博物館系統群目前管轄多處市定古蹟、歷史建築等建築保存多處展示間及歷史遺跡，並積極地進園區週邊的安全監測、保存及管理工作，目前博物館轄內設施群包括：
- 紅毛城古蹟區（含紅毛城主堡、前清英國領事官邸）[4][5]
- 前清淡水關稅務司官邸
- 滬尾礮臺
- 淡水海關碼頭
- 得忌利士洋行[6]
- 滬尾小學校禮堂
- 淡水街長多田榮吉故居[7]
- 淡水木下靜涯舊居[8]
- 淡水日本警官宿舍[9]
- 公司田溪程氏古厝
- 滬尾湖南勇古墓
- 淡水藝術工坊
- 滬水一方藝文空間

## 組織
- 館長
- 秘書
  - 營運行銷組
  - 展示教育組
  - 研究典藏組
  - 行政組
  - 會計室
  - 人事室

## 參照
- 台灣博物館列表

## 外部連結
- 新北市立淡水古蹟博物館 （页面存档备份，存于）
- 淡水古蹟博物館的Facebook專頁
- 淡水古蹟博物館的Instagram帳戶
- YouTube上的淡水古蹟博物館頻道